# Mia Hundvin
Mia Terese Hundvin (Bergen, 7 de marzo de 1977) es una exjugadora noruega de balonmano que actuaba como extremo izquierdo. Fue internacional con Noruega (72 partidos y 174 goles) y ganó el Europeo de 1998, el Mundial de 1999 y el bronce en los Juegos Olímpicos de Sídney 2000.

## Trayectoria
Hundvin se formó en Løv-Ham y debutó en la élite con Tertnes HE antes de pasar por Gjerpen IF y regresar a Tertnes. En 2000 dio el salto a Dinamarca para jugar en Frederiksberg IF (FIF) y, posteriormente, en Slagelse DT. Más tarde militó en Aalborg DH y cerró su carrera en Nordstrand IF.

### Clubes
Durante su etapa en Noruega, destacó con Tertnes, con el que disputó competiciones europeas —incluida la final de la Copa EHF de 2000—, y en Dinamarca integró el proyecto de Slagelse que dominó el balonmano europeo a comienzos de los 2000. Con Slagelse alzó la Copa EHF (2003) y el título liguero danés de 2003 antes de pasar por Aalborg y regresar a Noruega con Nordstrand.

#### Trayectoria de clubes
- 1986 - 1989:  Løv-Ham.[1]
- 1989 - 1996:  Tertnes HE.[1]
- 1996 - 1997:  Gjerpen IF.[1]
- 1997 - 2000:  Tertnes IL.[1]
- 2000 - 2001:  Frederiksberg IF (FIF).[1]
- 2001 - 2003:  Slagelse DT.[1][3]
- 2003 - 2004:  Aalborg DH.[1]
- 2004 - 2006 / 2008:  Nordstrand IF.[1]

### Selección
Con la selección noruega disputó 72 encuentros y marcó 174 goles entre 1998 y 2002. Fue campeona de Europa en 1998 (Países Bajos) y del mundo en 1999 (Noruega), además de subcampeona de Europa en 2002. En Sídney 2000 ganó el bronce y firmó el tanto decisivo del 22–21 en el partido por el tercer puesto ante Corea del Sur.

## Premios y títulos

### Con la selección
- 1 x Campeonato Europeo de Balonmano Femenino (1998; oro).[1]
- 1 x Campeonato Mundial de Balonmano Femenino (1999; oro).[1]
- 1 x Balonmano en los Juegos Olímpicos de Sídney 2000 (2000; bronce).[2]
- 1 x Campeonato Europeo de Balonmano Femenino (2002; plata).[1]

### Con sus clubes
- 1 x Liga de Dinamarca femenina de balonmano (2002-03).[4]
- 1 x Copa EHF (2003).[3]

## Vida personal
En 2000 contrajo matrimonio con la internacional danesa Camilla Andersen, con quien llegó a enfrentarse en los Juegos Olímpicos de Sídney; la relación terminó en 2003, hecho ampliamente cubierto por la prensa deportiva internacional. Posteriormente mantuvo una relación con el snowboarder noruego Terje Håkonsen, con quien tuvo hijos; el nacimiento de su primer hijo se comunicó públicamente en abril de 2004.